# Xã Oxley, Quận Searcy, Arkansas
Xã Oxley (tiếng Anh: Oxley Township) là một xã thuộc quận Searcy, tiểu bang Arkansas, Hoa Kỳ. Năm 2010, dân số của xã này là 364 người.